# Chanajki

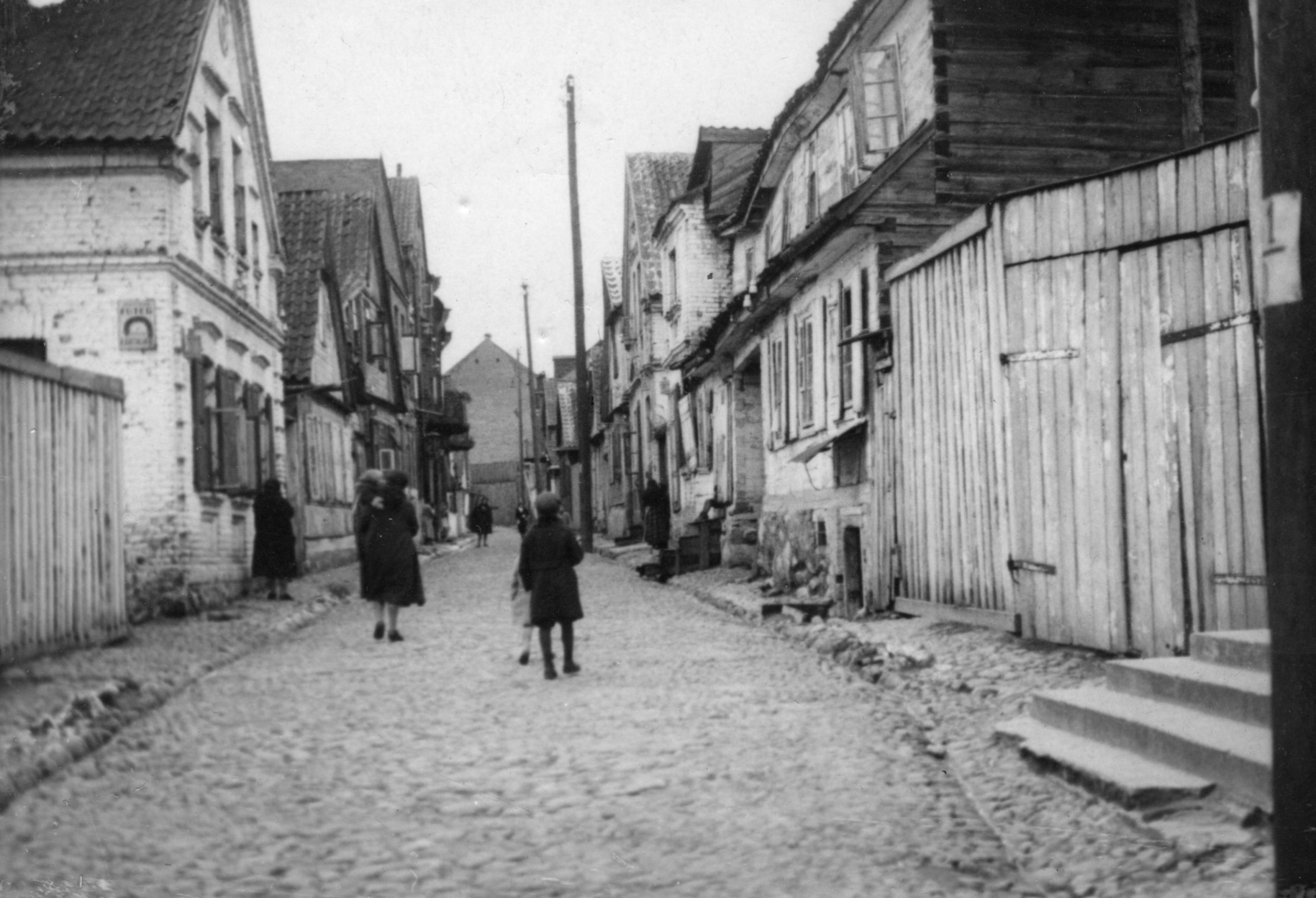
Ulica w dzielnicy Chanajki, 1932 r.

Chanajki – dawna dzielnica Białegostoku, zniszczona w czasie II wojny światowej. Tereny dawnej dzielnicy aktualnie wchodzą w skład osiedli: Centrum i Przydworcowego.

## Historia
Osiedle powstało w XVIII-XIX wieku. Wyróżniało się drewnianą zabudową parterową oraz fabryką gwoździ. W materiałach historycznych opisywane jako przedwojenna dzielnica biedoty miejskiej. Osiedle zostało zniszczone podczas okupacji niemieckiej. Po II wojnie światowej zostało zabudowane nowymi blokami. W latach 2006–2012 powstała na jego terenie Opera i Filharmonia Podlaska – Europejskie Centrum Sztuki w Białymstoku.
Chanajki zostały oznaczone jako jeden z punktów otwartego w czerwcu 2008 r. Szlaku Dziedzictwa Żydowskiego w Białymstoku, opracowanego przez grupę doktorantów i studentów Uniwersytetu w Białymstoku – wolontariuszy Fundacji UwB.

## Układ urbanistyczny
Dzielnica obejmowała przedwojenne, w większości krótkie ulice z otoczenia ulicy Sosnowej, m.in. uliczki Kijowską, Mińską, Odeską, Palestyńską, i Syjońską. Dzisiejsze ulice leżące w granicach powojennego osiedla mieszkaniowego to  ul. Sosnowa od skrzyżowania z ul. Krakowską, ul. Młynowa i Rynek Sienny.